# Chrysocraspeda philoterpes
Chrysocraspeda philoterpes là một loài bướm đêm trong họ Geometridae.